# Daniel Lauzon
Pour les articles homonymes, voir Lauzon.
Daniel Lauzon, né le 27 septembre 1979, est un traducteur québécois connu dans un premier temps pour sa traduction française de l'Histoire de la Terre du Milieu de J. R. R. Tolkien sous la direction de Vincent Ferré, aux éditions Christian Bourgois. Il a aussi écrit un article (sur la poésie de J.R.R. Tolkien) et traduit plusieurs articles publiés sur le site officiel du Tolkien Estate. 
En 2012, il est chargé de la nouvelle traduction du Hobbit en remplacement de celle réalisée en 1969 par Francis Ledoux. Dès l'année suivante, il entame la retraduction du Seigneur des anneaux dans une édition en trois volumes parus sur trois ans : La Fraternité de l'Anneau en 2014, Les Deux Tours en 2015 et Le Retour du Roi en 2016, toujours aux éditions Christian Bourgois. Habitué à dialoguer avec les lecteurs francophones sur les sites consacrés à J.R.R. Tolkien, il a donné quelques rares entretiens, dont l'un à la Bibliothèque nationale de France en 2016. À plusieurs reprises, Christopher Tolkien a fait l'éloge du travail de traduction de Daniel Lauzon.
En 2019, les Éditions Bourgois lui confient la retraduction du Silmarillion, parue en octobre 2021.